# Orgilus walleyi
Orgilus walleyi är en stekelart som beskrevs av Muesebeck 1970. Orgilus walleyi ingår i släktet Orgilus och familjen bracksteklar. Inga underarter finns listade i Catalogue of Life.